# Allstar PZL Glider

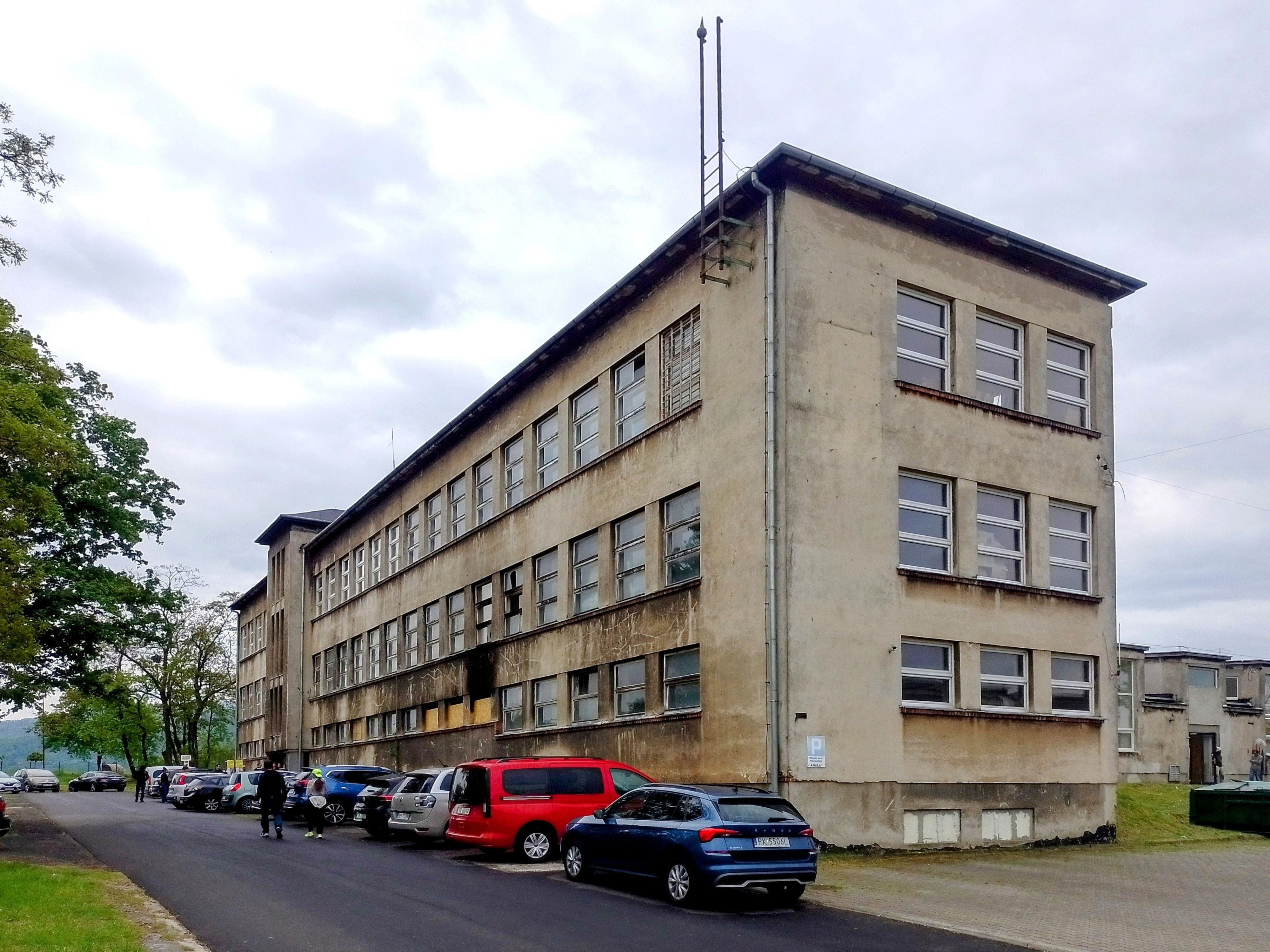
Sitz des Unternehmens

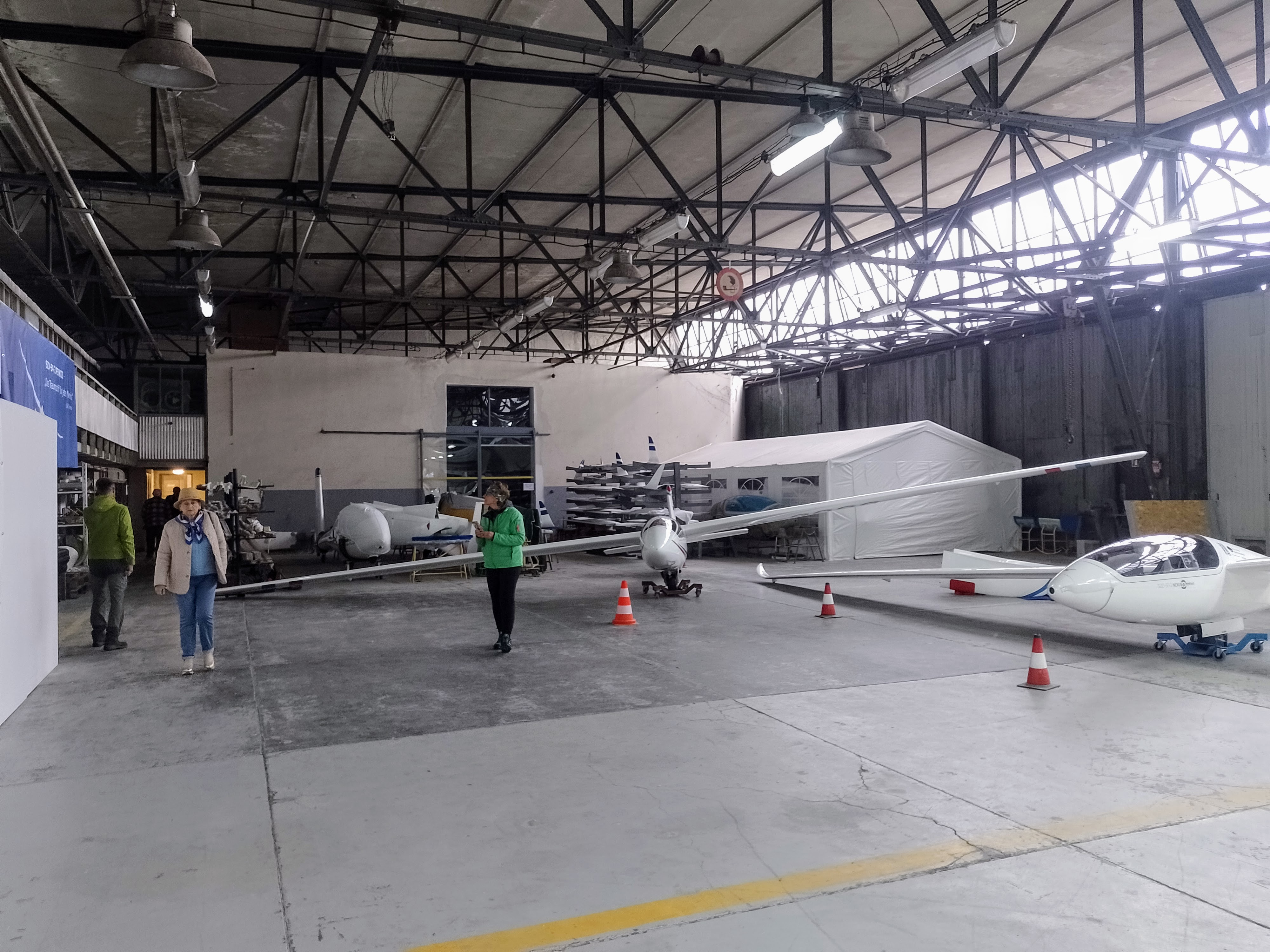
Hangar

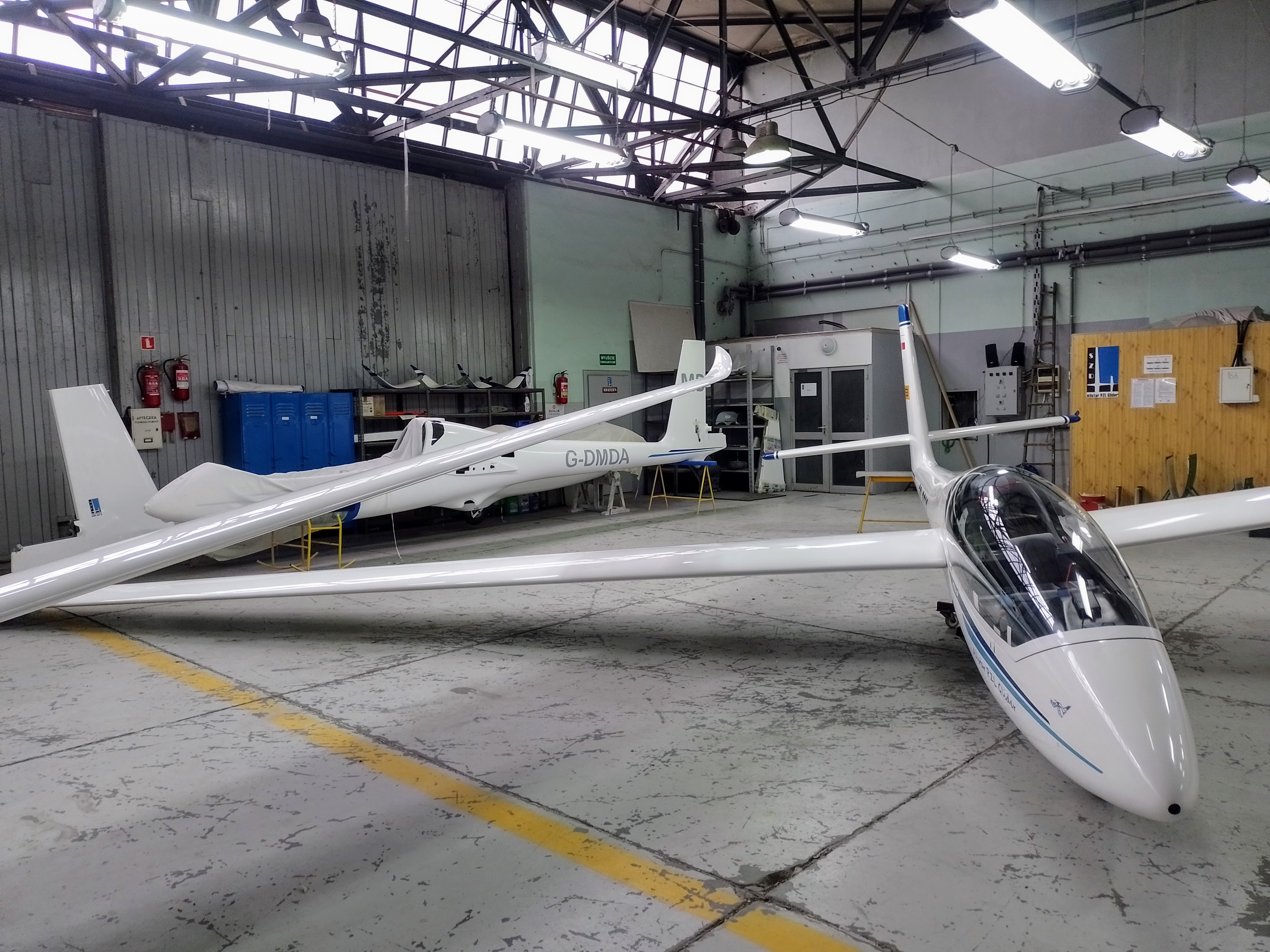
SZD-54-2 Perkoz im Hangar

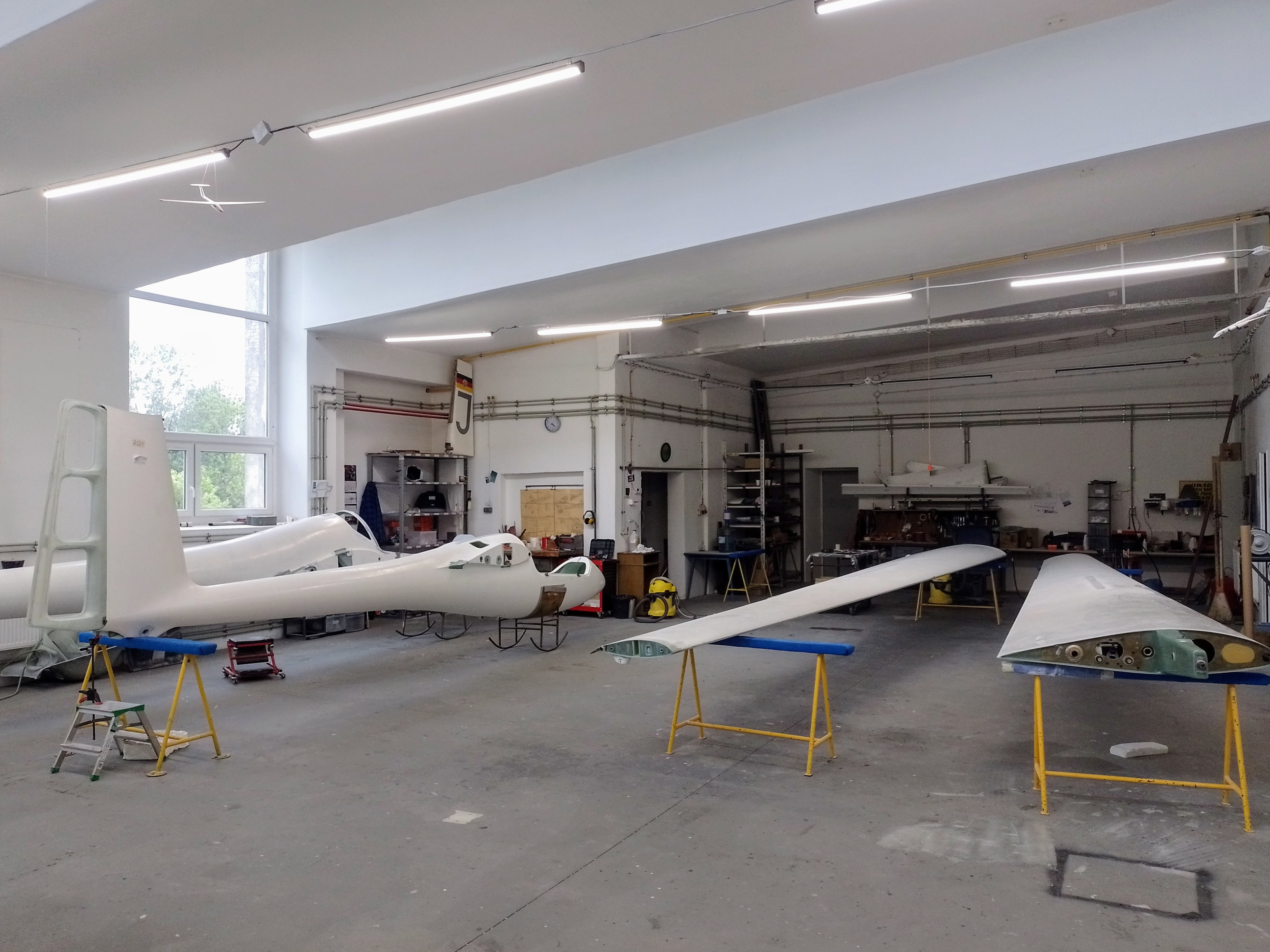
Produktionshalle

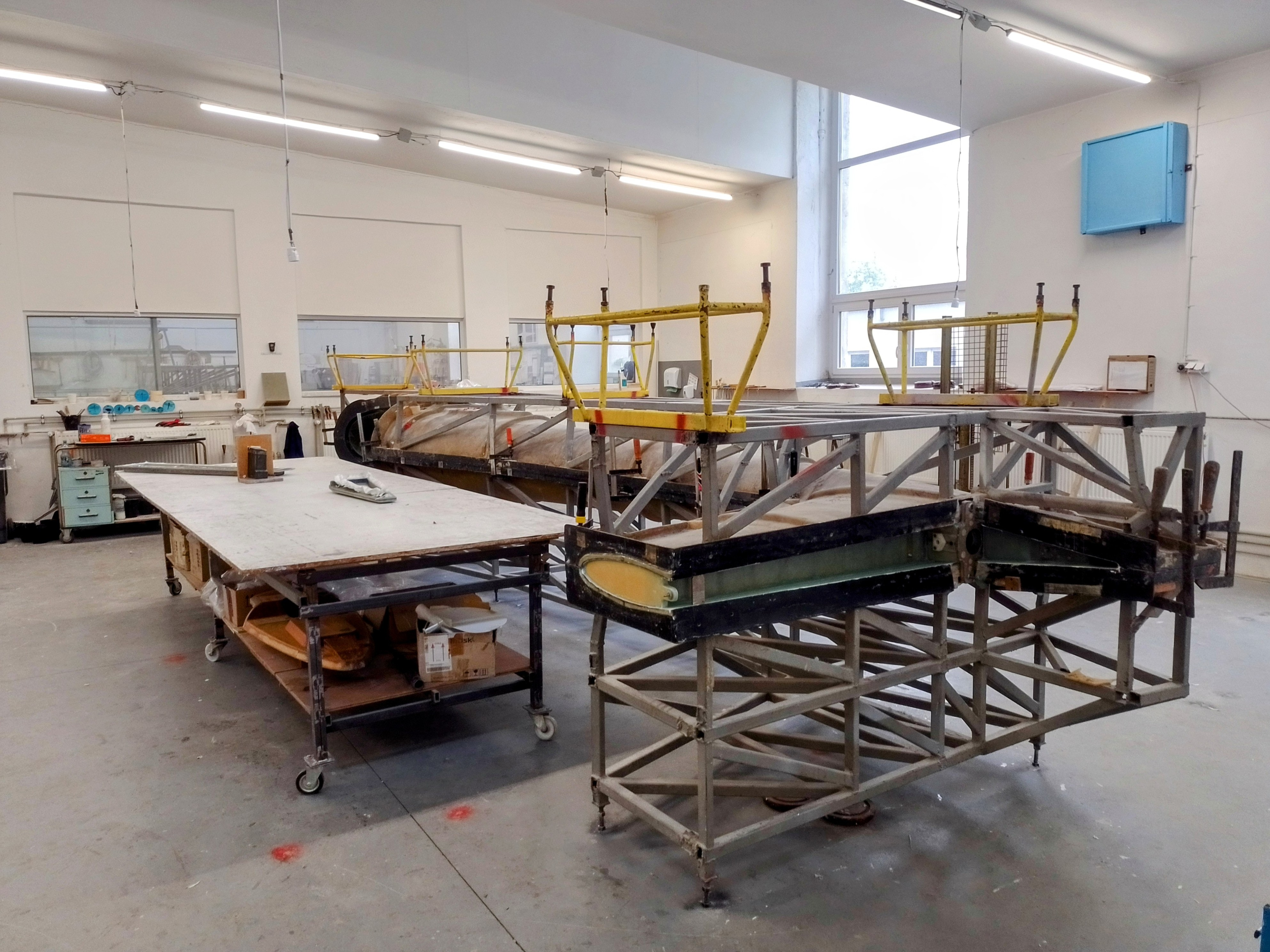
Produktionshalle

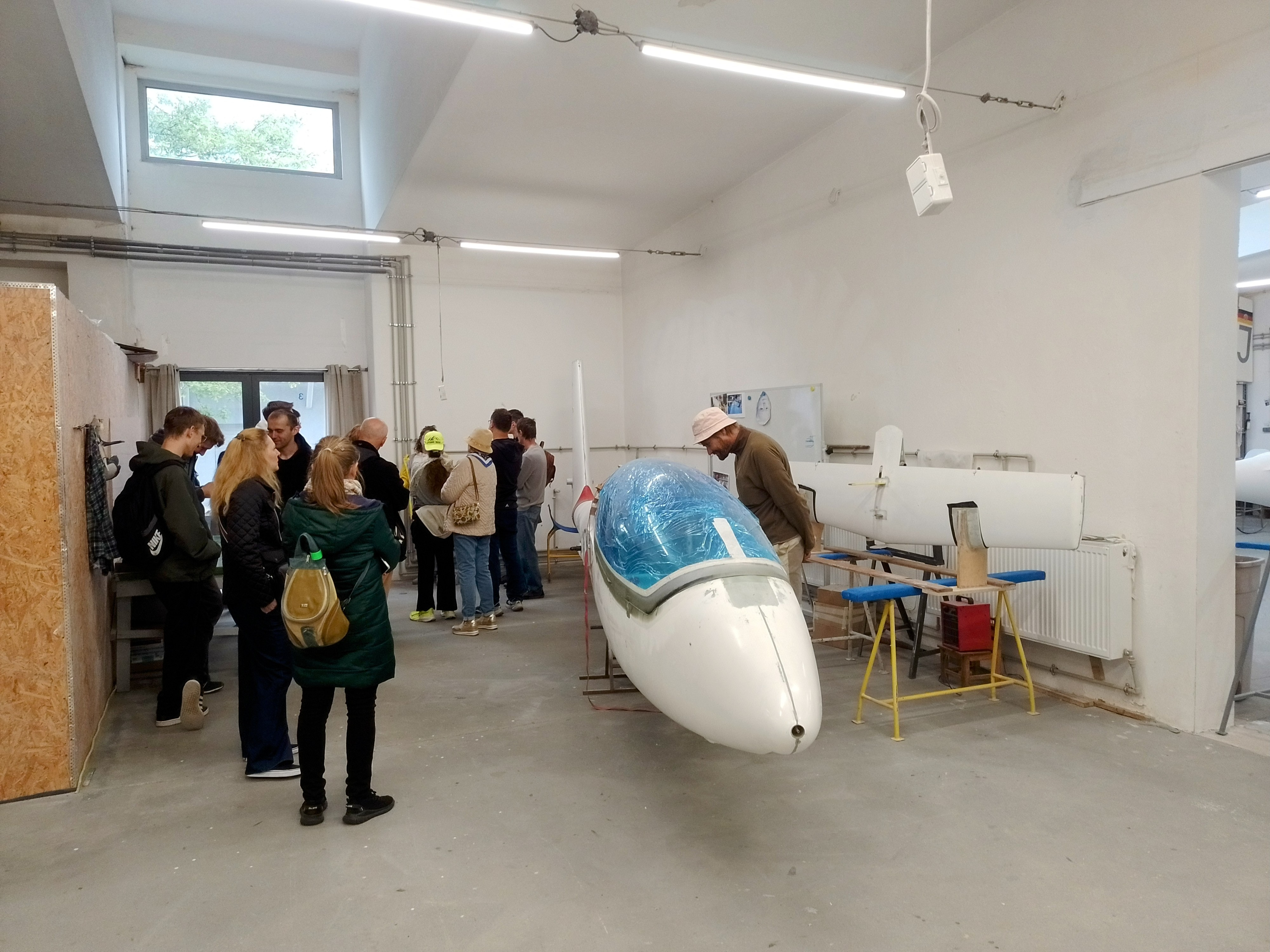
Produktionshalle

Allstar PZL Glider Sp. z o.o. ist ein polnischer Segelflugzeug-Hersteller. Die Firma ist 2002 aus dem staatlichen Segelflugzeugunternehmen Szybowcowy Zakład Doświadczalny (SZD) hervorgegangen und hat ihren Hauptsitz auf dem Stammgelände in Bielsko-Biała. Allstar PZL Glider produziert mehrere SZD-Flugzeugmuster für Schulung, Kunstflug und Streckenflug. Elektroantriebe für Segelflugzeuge sind ein neuer Entwicklungs- und Produktionsbereich der Firma.

## Geschichte
Nach den politischen und strukturellen Änderungen im Polen der 1990er Jahre wurde das Unternehmen auf Initiative des Unternehmers Bernd Hager 2002 gegründet. Ziel war es, die Produktionsstätten von PZL Bielsko des ehemaligen staatlichen Segelflugzeugproduzenten SZD zu erhalten. Mit dem erfahrenen SZD-Team aus Flugzeugingenieuren und Mitarbeitern in der Produktion sollten mehrere SZD-Segelflugzeugmuster weiterentwickelt und in die Produktion gebracht werden.
Der Anfang von SZD geht auf das Jahr 1946 zurück, als in Bielsko-Biała das „Institut für Segelflugwesen“ (Instytut Szybownictwa) gegründet wurde. Aus dem Institut ging der Segelflugzeughersteller SZD (Szybowcowy Zakład Doświadczalny) 1948 hervor. Ende der 1970er Jahre war SZD der größte Segelflugzeug-Hersteller der Welt und exportierte seine Segelflugzeuge weltweit. Das Unternehmen beschäftigte bis zu 600 Mitarbeiter und produzierte bis zu 150 Segelflugzeuge im Jahr. Eine Produktionsfläche von 12.000 m² in Bielsko-Biała und weitere Produktionsstandorte standen dafür zur Verfügung. Aus dem Haus stammen bekannte Segelflugzeugmuster wie Pirat, Puchacz und die Jantar-Baureihe.

## Unternehmen heute
Allstar PZL Glider hat seinen Sitz in Bielsko-Biała auf dem ehemaligen Stammgelände von SZD mit direktem Zugang zum Flugplatz Alexandrowice (EPBA). Das Unternehmen ist von der EASA (European Aviation Safety Agency) als Design-Organisation (ADOA) und Produktions-Organisation (POA) nach der Verordnung 21 zertifiziert.
Das Unternehmen ist Inhaber der Musterzulassungen und Hersteller der aktuellen SZD-Segelflugzeuge: SZD-59-1 Acro, SZD-55-1 Nexus, SZD-54-1 Perkoz, SZD 51-1 Junior, SZD-50-3 Puchacz sowie SZD-48-3 Jantar. Allstar PZL Glider betreut technisch die Halter der vorgenannten SZD-Muster. Ferner stellt die Firma alle Ersatzteile her und vertreibt diese weltweit.

## Flugzeugtypen

### SZD-51-1 Junior
SZD-51-1 Junior ist ein einsitziges Segelflugzeug der Clubklasse. Auf Grund seines gutmütigen Flugverhalten und guten Langsamflug-Eigenschaften wird es für die Schulung und die ersten Alleinflüge eingesetzt.

### SZD-54-2 Perkoz
SZD-54-2 Perkoz ist als modernes Doppelsitzer-Segelflugzeug für die Pilotenausbildung in Vereinen und Flugschulen konzipiert. Er wird sowohl für die Grundausbildung als auch die Kunstflugausbildung eingesetzt.
Der Doppelsitzer wird für die Schulung mit 17,5 Metern Spannweite und Winglets eingesetzt. Für die Kunstflugausbildung und Trudel-Einweisung in der Grundausbildung wird der Perkoz mit 17,5 Meter Flügeln und flachen Flügelspitzen verwendet. Streckenflugeinweisungen und lange Überlandflüge werden mit Ansteckflügeln mit Winglets geflogen, die die Spannweite auf 20 Meter erweitern.
Allstar PZL Glider investierte in eine Neuentwicklung des Perkoz (17,5 Meter) als Kunstflugzeug und erhielt dafür 2010 die EASA-Zertifizierung. Die 20-Meter-Spannweite wurde 2014 von der EASA zugelassen. Der Perkoz ist das Nachfolgemodell des Schulungsdoppelsitzers SZD-50-3 Puchacz. Dessen Produktion wurde 2014 mit der Seriennummer 333 eingestellt und durch den Flugzeugentwurf SZD-54-2 ersetzt.

### SZD-55-1 Nexus
SZD-55-1 Nexus (Promyk) ist ein Segelflugzeug der Standardklasse mit 15 Metern Spannweite. Die reine Glasfaserkonstruktion hat ein sehr geringes Leergewicht und einen besonderen elliptischen Flügelgrundriss. Allstar PZL Glider entwickelt für dieses Flugzeugmuster selbst einen elektrischen Antrieb als Heimkehrhilfe mit Propellerposition an der Nase.

### SZD-59-1 Acro
SZD-59-1 Acro ist ein einsitziges Segelflugzeug, das sowohl für den unlimitierten Kunstflug als auch den Streckenflug entwickelt wurde. Das Kunstflugzeug besitzt eine Basisspannweite von 13,2 Meter mit flachen Flügelspitzen. Für den Streckenflug kann das Segelflugzeug mit Ansteckflügeln und Winglets auf eine Spannweite von 15 Metern und 16,5 Metern erweitert werden. Das Segelflugzeug basiert auf der SZD-48-3 Jantar Standard 3. Die Kunstflug- und Streckenflug-Version wurde 2016 auch von der EASA zertifiziert.

## Entwicklungsprojekte
Elektroantriebe für Segelflugzeuge werden von Allstar PZL Glider unter dem Namen Allstar-e-motion entwickelt und wurden zuerst als Heimkehrhilfe für die SZD-55-1 Nexus konzipiert. Ein proof-of-concept des elektrischen Frontantriebs wurde auf der Aero Friedrichshafen 2019 vorgestellt und befindet sich in der Zertifizierung. Der Antrieb kann als Nachrüstung in bestehende SZD-55 eingebaut oder werkseitig als SZD-55-2 Nexus-e-motion geliefert werden. Das System wird zukünftig zum Eigenstarter weiterentwickelt werden.